# Werkmeisterbücher
Die Werkmeisterbücher entstanden im 15. und frühen 16. Jahrhundert und bilden die älteste Fachliteratur, die von deutschen Architekten verfasst wurde. Die aus dem Steinmetzhandwerk hervorgegangenen mittelalterlichen Baumeister werden in zeitgenössischen Quellen, wenn sie für eine Großbaustelle wie eine Kathedrale oder für das Bautätigkeit eines Fürsten oder einer Stadt verantwortlich waren, als Werkmeister (lat. magister operis) bezeichnet. Nach der Gesellenprüfung als Steinmetz absolvierten sie eine zusätzliche Ausbildung und waren nach der Meisterprüfung befähigt, als Architekt zu arbeiten.
Für die Werkmeisterbücher ist auch die Bezeichnung Steinmetzbücher üblich, obwohl sie die handwerkliche Steinmetzarbeit nicht behandeln; sie rührt daher, dass die mittelalterlichen Baumeister durchweg ausgebildete Steinmetzen waren. Die Werkmeisterbücher beschäftigen sich vielmehr mit dem Entwurf und der Ausführung von spätgotischen Sakralbauten. Insgesamt sind sechs Bücher erhalten, von denen drei als Drucke und drei als Handschriften vorliegen. Die Werkmeisterbücher sind ein wesentlicher Bestandteil der im Mittelalter nur in Ansätzen vorhandenen Architekturtheorie.

## Erhaltene Bücher
Es handelt sich um folgende Handschriften:
- Wiener Werkmeisterbuch (15. Jahrhundert). Der Autor ist unbekannt.
- Von des Chores Maß und Gerechtigkeit (zirka 1500). Der Autor ist unbekannt.
- Unterweisungen von Lorenz Lechler (1516). Lechler war kurpfälzischer Hofarchitekt.

Folgende Bücher sind als Drucke erhalten:
- Das Büchlein von der Fialen Gerechtigkeit von Matthäus Roritzer (1486).[1] Der Autor war Dombaumeister in Regensburg.
- Geometria Deutsch von Matthäus Roritzer (1487/88)[2][3]
- Fialenbüchlein („Von dem waren grunt des maßwercks“), hrsg. von dem Graveur Hans Schmuttermayer (um 1487)[4]

## Inhalt
Die Werkmeisterbücher gehen alle vom gleichen Entwurfssystem aus. Die Abmessungen aller Teile eines Bauwerks stehen in einem bestimmten Verhältnis zueinander. Sie beziehen sich direkt oder indirekt auf das Grundmaß der lichten Chorweite. Die großen Abmessungen, wie Mittelschifflänge oder -höhe, werden arithmetisch festgelegt und mit Hilfe der vier Grundrechenarten ermittelt. Sie sind stets ein Vielfaches oder ein Bruchteil der lichten Chorweite.
Kleine Abmessungen werden geometrisch bestimmt. Die Proportionierung von Fialen, Wimpergen und Giebeln erfolgt mittels Quadratur oder Triangulatur. Grundlage für die geometrischen Konstruktionen ist ebenfalls die lichte Chorweite.

## Bedeutung
Die Frage, ob die Werkmeisterbücher lediglich Gebrauchsanleitungen oder architekturtheoretische Schriften sind, beschäftigt die Kunstwissenschaft seit dem 19. Jahrhundert. Die sechs Schriften stellen die Gesetze, nach denen Architektur gestaltet wird, vor. Sie beschreiben die Proportionen der Bauwerke, wie dies auch in den architekturtheoretischen Schriften der Antike und Renaissance geschehen ist. Allerdings bedienen sich die Werkmeisterbücher fachliterarischer Formen, die im Mittelalter weit verbreitet waren. Deshalb wirken sie verglichen mit den Büchern der Renaissance schwerfällig.